# Амур (минен заградител)
Амур (на руски: Амур) е минен заградител, на Руския императорски флот, построен от Балтийския завод и влязъл в строй в 1901 г. В хода на руско-японската война се прославя с активното минно заграждане, което извършва в района на Порт Артур, в резултат на което причинява унищожаването на японските броненосци „Хацусе“ и „Яшима“ на 15 (2) май 1904 г. Потопен е в Порт Артур от японската обсадна артилерия на 26 ноември 1904 г.
След войната по чертежите на „Амур“ е построен едноименен кораб, загинал през 1941 г. От 1907 г. т.нар. минни транспорти на руския флот са прекласифицирани в минни заградители.

## Проектиране и постройка
През 1889 г. лейтенант В. А. Степанов предлага конструкция на минен заградител, който може да поставя до 10 мини в минута. За това се използва кърмови минен кран (Т-образна направляваща релса, разположена над ниско поставена, закрита минна палуба). През 1895 г. опростената система на Степанов, без парно задвижване на трансмисията на брашпила, е използвана в проекта на бъдещите „Амур“ и „Енисей“. Отказът от механизация увеличава екипажа със 70 души, но за да се разквартируват те, се наложило увеличаване на полубакa и конструиране на полуют, което влошава ходовите качества на корабите. В. А. Степанов впоследствие става командир на „Енисей“ и загива заедно с него на 29 януари 1904 г. в залива Талиенван.
„Амур“ и еднотипния „Енисей“ са заложени по програмата от 1898 г. и приживе се класифицират като минни транспорти. „Амур“ е пуснат на вода през същата година, но заради многото промени влиза в строй едва през 1901 г.

## История на службата (датите са по стар стил)
- 1901 г. – влиза в строй
- 1901 – 1902 г. – преход към Далечния изток с пълен запас мини
- 28 март 1904 г. – повреден от потънал брандер
- 1 май 1904 г. – под командването на капитан 2-ри ранг Фьодор Николаевич Иванов поставя заграждение от 50 котвени мини, на което на 2 май се натъкват японските броненосци „Хацусе“ и „Яшима“
- 3 юни 1904 г. – засяда на плитчина, излиза от строй, поставен на ремонт
- юни—ноември 1904 г. – заради липса на мини използван като плавбаза
- 26 ноември 1904 г. „Амур“ е потопен в дока от артилерийски огън. В този ден загиват „Баян“, „Палада“ и „Гиляк“
- 20 декември 1904 г. „Амур“ е взривен от екипажа. Корабът остава за японците, лежащ в дока полупотопен[1].

## Команден състав

### Командири
- 22 юни 1898 – капитан 2-ри ранг Леонид Фьодорович Добротворский
- 11 октомври 1900 – капитан 2-ри ранг Витолд Людвигович Барщ
- 23 юни 1903 – капитан 2-ри ранг Хенрих Андржевич Бернатович
- 18 март 1904 – капитан 2-ри ранг Фьодор Николаевич Иванов 6-и
- 24 август 1904 – 23 май 1905 – капитан 2-ри ранг Евгений Николаевич Одинцов 2-ри

### Старши офицери
- 4 януари 1899 – капитан 2-ри ранг Н. Д. Болсунов
- 14 септември 1902 – лейтенант (c 1 януари 1904 капитан 2-ри ранг) Евгений Николаевич Одинцов 2-ри
- 24 август 1904 – капитан 2-ри ранг княз А К. Кекуатов 1-ви